# Danao (Bohol)
Danao (Bayan ng Danao) är en kommun i Filippinerna. Kommunen tillhör provinsen Bohol och ligger på ön med samma namn. Folkmängden uppgår till 17 265 invånare.

## Barangayer
Danao är indelat i 17 barangayer.
| - Cabatuan - Cantubod - Carbon - Concepcion - Dagohoy - Hibale - Magtangtang - Nahud - Poblacion | - Remedios - San Carlos - San Miguel - Santa Fe - Santo Niño - Tabok - Taming - Villa Anunciado |